# Asedio de Colchester
El asedio de Colchester ocurrió en el verano de 1648 cuando la guerra civil inglesa reavivó en varias zonas de Bretaña. Colchester se encontró en el grosor de la contienda cuando un ejército Realista que se dirigía al Anglia Oriental para apoyar al rey, fue atacado por el Lord y general Thomas Fairfax al mando de las fuerzas Parlamentarias. El ataque parlamentario inicial forzó a los realistas a retirarse detrás de las murallas de la ciudad, pero el ejército parlamentario no pudo conseguir la victoria, por lo que se asentaron para preparar un asedio. A pesar de los horrores del asedio, los Realistas resistieron durante once semanas y únicamente se rindieron luego de la derrota en la batalla de Preston del ejército que poseían en el norte de Inglaterra.

## Trasfondo
El 21 de mayo de 1648 el condado de Kent se alzó en revuelta contra el parlamento. Fairfax dirigió a las fuerzas parlamentarias hacia Maidstone y el 29 de mayo recapturaron la ciudad. Las fuerzas Realistas restantes, comandadas por el Conde de Norwich, huyeron del condado para unirse a la revuelta en Essex. El cuatro de junio, el comité parlamentario del condado de Essex que estaba en Chelmsford fue hecho prisionero por una multitud revoltosa. El coronel Henry Farre y algunas de las bandas entrenadas de Essex se declararon a sí mismos en apoyo al rey. Charles Lucas tomó el mando del regimiento de Essex y el 9 de junio se le unieron Lord Norwich, Lord Capel, Sir George Lisle y alrededor de 500 soldados Realistas de Kent. Al día siguiente Lucas marchó con un alrededor de un total de 4.000 soldados hacia Braintree, donde se encontraba el almacén del condado, pero mientras tanto, Thomas Honywood, un miembro del comité del condado de Essex, había asegurado las armas con las bandas del norte de Essex que habían permanecido leales al parlamento. Lucas continuó hacia Colchester, llegando el 12 de junio, en donde intentó levantar a más tropas antes de continuar hacia Suffolk y luego hacia Norfolk, con la esperanza de alzar a esos condados en apoyo al rey.
El 13 de junio, Fairfax y sus fuerzas parlamentarias de Kent y de Essex, bajo el mando de Thomas Honywood, se unieron en las afueras de Colchester con la brigada de infantería londinense del coronel John Barkstead. En total tenía más de 5.000 soldados veteranos y unos 1.000 de caballería. Fairfax decidió reutilizar las mismas tácticas que recientemente había empleado contra los Realistas en Maidstone, llevando a cabo un asalto inmediato de larga escala .

## La batalla
Los Realistas defendieron su posición situando tropas en la carretera de Maldon de las afueras de la ciudad, desde donde avanzaba el ejército Parlamentario. La batalla se luchó ferozmente al atacar la infantería de Barkstead y ser repelida en tres ocasiones, los Realistas estaban bien defendidos detrás de los setos de los lados de la carretera. Finalmente la caballería Parlamentaria, que era significantemente mayor que los jinetes Realistas, cubrió los flancos de los Realistas y los obligó a retirarse y esconderse detrás de las murallas de la ciudad. Barkstead persiguiéndolos, los siguió hasta las puertas, pero la infantería y caballería Realista había planeado una buena emboscada y los derrotó. Fairfax continuó atacando y no ordenó a sus hombres detenerse hasta medianoche, cuando se resignó por fallar en tomar la ciudad por asalto. Perdió entre 500 y 1.000 hombres, mientras que las bajas Realistas contaban entre 30 soldados y dos oficiales.

## El asedio
Al comenzar el asedio ambas fuerzas estaban igualadas en hombres y ambas contaban con recibir refuerzos, Lord Norwich estuvo negociando con los hombres de Suffolk y sabía que los escoceses y que el ejército Realista del norte de Langdale luchaba por su causa y que el conde de Holanda, el comandante de las fuerzas Realistas del sur de Inglaterra intentaba coordinar una fuerza de relevo. Fairfax esperaba que se le enviasen destacamentos del Nuevo ejército modelo cuando estuviesen disponibles.
La primera prioridad de Fairfax consistía en asegurar la ciudad del relevo exterior así como las posibles incursiones de los hombres que se encontraban atrapados. Ordenó construir unos fuertes que la rodeasen y comenzó a disparar sus cañones contra las murallas. Sus hombres ligeramente esparcidos se reincorporaron rápidamente al llegar las bandas de Suffolk junto con seis compañías de jinetes y dragones para unirse a su bando. Un doble golpe porque Norwick esperaba que se hubiesen unido a los Realistas. Los hombres de Suffolk estaban más concienciados en prevenir que ambos bandos expandiesen la destrucción por el condado y en reconocimiento a su actitud, Fairfax les dio la tarea de asegurar los puentes que atravesaban el río Colne de norte a sur. A las tropas Parlamentarias se les ordenó que bloqueasen el puerto y la boca del río para prevenir aprovisionamientos a través de esas rutas.
La noche del 14 de julio Fairfax ordenó un ataque a la fortificación Realista que se encontraba en las afueras de las murallas de la ciudad. La abadía de San Juan y la casa de Charles Lucas fueron capturadas a pesar de la feroz defensa. Las fortificaciones Realistas de la iglesia de Santa María fueron completamente destruidas por el fuego de la artillería y con ella, la principal batería de artillería Realista
A continuación del éxito de la batalla y para limpiar los suburbios de la ciudad, el 16 de julio, Fairfax envió a un trompetero ofreciéndoles a los Realistas que se encontraban dentro condiciones para rendirse. La respuesta de Lucas consistió en amenazar a Fairfax con que si volvía a aparecer el trompetista con tal mensaje, sería colgado.
En estos momentos Lord Norwich se había enterado de que el conde de Holanda había fallado en venir a relevarle. Un destacamento del Nuevo ejército modelo bajo el coronel Adrian Scroope en San Neots había vencido al en un ataque nocturno. El 15 de julio la caballería Realista, de 1.000 hombres, intentó escapar de Colchester, pero fueron interceptados cerca de Boxted.
En el interior de la ciudad la gente local se encontró atrapada con un ejército al cual la mayoría le tenían muy poca simpatía. Colchester había prestado apoyo incondicional al Parlamento durante la primera guerra civil inglesa y como los soldados adquirían provisiones de las gentes de la ciudad pronto desapareció cualquier estima por el ejército Realista. El 2 de julio se completó el cercamiento del pueblo, limitando severamente las oportunidades de los soldados asediados para conseguir provisiones. El 5 de julio, Lucas, con 400 soldados de caballería y Lisle con 600 de infantería, atacaron a la Suffolk Trained Band apostándose sobre las barreras del este. El ataque los tomó por sorpresa y fueron vencidos; sin embargo, en su entusiasmo, los Realistas se quedaron demasiado lejos de la ciudad y fueron contraatacados sufriendo bajas severas, así como la pérdida de la artillería y las provisiones que con ellos portaban. 
Una serie de combates que duraron un par de días conocidos como la batalla de Boxted Heath, finalizaron con la huida de los Realistas hacia Colchester el día 18 de julio. Esa misma noche, un intento de asalto por dos tropas de caballería también falló. De todos modos, el 22 de julio, Bernard Gascoigne y la caballería que todavía poseía, escaparon de Colchester a través de la calle Maldon luchando ferozmente contra las fuerzas Parlamentarias, luego se dirigieron hacia Cambridgeshire, en donde se dispersaron. 
Aunque los Realistas todavía contaban con 3.000 soldados, la posición de Fairfax era demasiado fuerte, y con los refuerzos que casi a diario recibía, sus fuerzas alcanzaban la totalidad de al menos 6.000 hombres. Lord Norwich todavía podía contar con la esperanza de que a la larga su posición fuese relevada. Recibió una carta de Langadale, el comandante Realista del ejército del norte, animando a los hombres de Essex y prometiéndoles relevarles en un par de semanas. A Lord Norwich, le parecía que todavía tenía todas las razones para mantener su propósito.
En agosto todas las provisiones de Colchester se habían agotado, de modo que la fuente de comida corriente consistía en perros, gatos y caballos. Fairfax rehusó permitir que los ciudadanos del pueblo se marchasen o incluso que se les entregasen suministros, a pesar de las repetidas peticiones que se hacían desde el exterior de la ciudad, como las plegarias del consejo municipal de Colchester e incluso de Lord Norwich. Fairfax mantuvo dicha decisión a pesar de la lealtad que la ciudad había dedicado al parlamento durante la primera guerra civil. A la larga, la situación se tornó tan desesperante que la población se vio obligada a comer sopas y cirios. Cuando los hombres y los niños suplicaban en las barreras de la ciudad para pedir alimento, los soldados los echaban hacia atrás sin entregarles nada. En un último llamamiento a la humanidad de los asediadores, los comandantes Realistas enviaron a 500 mujeres a las líneas parlamentarias con la esperanza de que por simpatía adquiriesen alimentos. El coronel Rainsborough socavó el plan ordenando a sus hombres que desnudasen a las mujeres para diversión de su ejército.
El 24 de agosto Fairfax tuvo conocimiento de la victoria de Cromwell en la batalla de Preston. Para celebrarlo, la artillería parlamentaria disparó sus cañones y volando cometas hicieron llegar al interior de la ciudad la noticia de la destrucción del ejército Realista. El mismo día comenzaron a mantener charlas para finalizar el asedio. Fairfax ofreció sus términos de rendición cerrados a negociación alguna y sin escuchar a ninguno de los términos ofrecidos por Norwich, que consistían en que se concediese cuartel a los soldados comunes y a los oficiales menores — sin embargo, los oficiales mayores debían rendirse a la compasión y sin garantía de trato.
En la mañana del 28 de agosto el ejército Realista cedió sus armas. Las barreras de la ciudad se abrieron y los victoriosos regimientos del ejército parlamentario entraron en el pueblo con el general Fairfax en cabeza. Los términos de rendición fueron los siguientes:
- Que los caballeros y los lores fuesen prisioneros de compasión.
- Que los soldados rasos fuesen desarmados y provistos con pases para retornar a sus hogares luego de haber jurado no volver a alzarse de nuevo contra el parlamento.
- Que no se llevase a cabo ningún acto de pillaje en la ciudad luego de pagar 14.000 libras en efectivo.

## Desenlace
Los líderes aristocráticos Realistas Norwich y Capel tuvieron que hacer frente a su destino por las decisiones tomadas por el parlamento, pero un juicio militar decidió que George Lisle, el coronel Farre y Bernard Gasgoigne habían cometido alta traición y los sentenció a muerte por un pelotón de ejecución. Tal sentencia era extraña durante las guerras civiles, pero Fairfax y el general Ireton la justificaron por varias razones. Las alegaciones consistían en que Lucas había ejecutado a prisioneros parlamentarios a sangre fría; que había roto la palabra que había dado luego de la guerra civil: y que los Realistas habían continuado la lucha en una posición indefensible, causando por ello muertes y sufrimiento innecesario. Una de las razones para llevar a cabo ciertas ejecuciones consistía en demostrar que ahora el control parlamentario era completo, y que cualquier intento de continuar con la lucha sería tratado con rapidez.
Farre consiguió escapar durante la noche, y se descubrió que Gascoigne era un ciudadano italiano y fue perdonado a ser ejecutado por el pelotón de ejecución; sin embargo, Lucas y Lisle fueron ejecutados en la mañana del 29 de agosto. Entre los siguientes días se dispersaron panfletos que declaraban que Lucas y Lisle fueron mártires de la causa Realista. Hoy, en los campos del Castillo de Colchester, existen monumentos que marcan el lugar de la ejecución.